# Jónas Hallgrímsson
Jónas Hallgrímsson (16 de novembro de 1807 - 26 de Maio de 1845) foi um escritor, poeta, autor, ensaísta, jornalista, advogado e naturalista islandês. Ele foi um dos fundadores do periódico anuário islandês Fjölnir, que foi publicado pela primeira vez em Copenhaga, em 1835. O periódico foi usado por Jonas e seus companheiros Fjölnismenn para promover o nacionalismo islandês, na esperança de dar impulso ao movimento de independência da Islândia. Jónas continua sendo um dos poetas mais amados da Islândia, escreveu alguns dos poemas islandeses mais conhecidos sobre a Islândia e seu povo.

## Biografia
Jónas nasceu no norte da Islândia, em Öxnadalur em Eyjafjörður. Ele era o filho de Hallgrímur Þorsteinsson, um curandeiro, e Rannveig Jónasdóttir. Ele foi o terceiro de quatro filhos; seus irmãos foram Þorsteinn (nascido em 1800), Rannveig (nascido em 1802) e Anna Margrét (nascido em 1815). Em 1816, o pai de Jonas se afogou em um lago e Jonas foi enviado para viver com sua tia. Em 1821, ele voltou para casa para Oxnadalur, antes de ir embora para uma escola em Skagafjörður, onde foi ensinado pelo Reverendo Einar H. Thorlacius. Ele estudou lá por dois anos, e ganhou uma bolsa para frequentar a escola de Bessastadir por mais seis anos.
Depois de passar os exames finais em 1829, Jónas se mudou para Reykjavík e foi contratado por um xerife como balconista, vivendo em sua casa. Durante este tempo, ele também trabalhou como um advogado de defesa. Diz-se que em algum momento no inverno de 1831-1832, Jónas propõe a uma mulher chamada Christiane Knudsen, mas ele foi rejeitado. Ele estava de coração partido.
Em 1832 partiu para a Dinamarca, e passou no vestibular para a Universidade de Copenhagen. Ele começou a trabalhar para uma graduação em direito, mas depois de quatro anos mudou para literatura e ciências naturais, destacando-se em ambos os assuntos. Em 1835, juntamente com colegas da Islândia Brynjólfur Pétursson, Konráð Gíslason e Tómas Sæmundsson, fundou a revista patriótica Fjölnir.
Após a formatura, ele foi premiado com uma bolsa da Fazenda do Estado para realizar investigação científica na Islândia, um projeto que ele trabalhou em de 1839 a 1842. Ele continuou a perseguir seu interesse na história natural da Islândia, e em trabalhar na Fjölnir ao longo de sua vida, dividindo seu tempo entre a Dinamarca e viagens de pesquisa para Islândia. Foi em Fjölnir que muitos de seus poemas e ensaios apareceram pela primeira vez. Jónas também trabalhou como tradutor de material estrangeiro, incluindo trabalhos científicos. Nestes podem ser encontrados muitas das palavras islandesas cunhado por Jonas. Uma delas, por exemplo, é reikistjarna, significando planeta. Esta é uma palavra composta a partir do verbo að Reika (a vagar) e Stjärna substantivo (estrela).
Em 21 de maio de 1845, em Copenhaga, Jonas escorregou nas escadas até seu quarto e quebrou a perna. Ele foi para o hospital no dia seguinte, mas morreu de envenenamento do sangue, com a idade de apenas 37.

## Estilo
Hallgrímsson é considerado um dos fundadores, e melhores exemplos, do romantismo na Islândia. As imagens em sua poesia foi fortemente influenciada pela paisagem da Islândia. Ele também é conhecido por apresentar metria estrangeira, como pentameter, à poesia islandesa.
Charmosa e justa é a terra,
e branca a neve dos picos das jokul [geleiras],
Sem nuvens e azul é o céu,
o oceano é cintilante brilhante,
Mas no alto dos campos de lava, onde
O rio Osar ainda está fluindo
Para baixo no desfiladeiro Almanna,
Althing não longe termina,
Agora a estande da Snorri serve como um curral,
a donzela em cima de Logberg como sagrado
É azul com mirtilos a cada ano,
para o deleite de crianças e corvos.
Oh, vós, juvenil anfitrião
e agora homens adultos da Islândia!
Esta é a fama dos nossos antepassados
esquecidos e além disso dormente.
Islândia Traduzido por Gudmund J. Gislason Beck, Richard, editor, Letras islandês: Originais e Traduções, Thorhallur Bjarnarson, Publisher, Caixa Postal 1001, Reykjavik 1930

## A controvérsia sobre os restos de Jónas Hallgrímsson
Em 1946, os ossos de Jonás Hallgrímsson foram transferidos de Copenhaga para a Islândia em uma controvérsia conhecida na Islândia como o beinamálið (causa dos ossos). Enquanto ostensivamente um triunfo nacional, o enterro foi alegado ter sido um exercício extremamente problemático em hegemonia pelas elites pós-independência da Islândia e "em vez de unir a nação, o episódio revelou uma grande divisão no seio do povo da Islândia." A principal ativista por trás disso era Sigurjón Pétursson, um admirador de Jónas Hallgrímsson, que alegou estar em comunicação telepática com o poeta morto e queria voltar a enterrar seus restos em Oxnadalur, onde Jónas cresceu. Sigurjón lutou contra uma oposição séria da elite política, incluindo Ólafur Thors, que era então primeiro-ministro da Islândia. O governo informou que os ossos de Jonas eram propriedade do Estado, e seria enterrado no cemitério nacional em Þingvellir, juntamente com o poeta Einar Benediktsson.
No entanto, o governo se mostrou disposto a financiar a escavação e transporte. Sigurjón cobria a maior parte do custo, mesmo pagando para Matthias Þórðarson, o diretor do Museu Nacional, para supervisionar a escavação. O processo foi demorado, porque um pai e filho tinham sidos enterrados em cima de Hallgrímsson em 1875, e outro casal em 1900, e eles precisavam ser escavado antes.
Finalmente, Sigurjón foi capaz de transportar os restos mortais para a Islândia. Ele dirigiu ao norte com eles, com a intenção de enterrá-los em Oxnadalur em desafio ao governo, mas os sacerdotes de lá se recusaram a realizar os ritos. O caixão estava em uma igreja por uma semana antes de ser levado de volta para o sul e enterrado em local escolhido pelo governo em 16 de novembro, aniversário de Hallgrímsson. Desde 1996, a data foi celebrada na Islândia como o Dia da Língua Islandesa.
As controvérsias, as suas motivações e os resultados foram satirizados, entre outros, pelos romances Atómstöðin de Halldór Laxness e Ignorance de Milan Kundera.